# Stade de la Beaujoire
Stade de la Beaujoire – stadion piłkarski, położony w mieście Nantes, Francja. Oddany został do użytku w 1984 roku. Od tego czasu swoje mecze na tym obiekcie rozgrywa zespół Ligue 1 – FC Nantes. Jego pojemność wynosi 38 285 miejsc. Rekordową frekwencję, wynoszącą 51 359 osób, odnotowano w 1984 roku podczas meczu Mistrzostw Europy pomiędzy Francją a Belgią.
Stadion był także jedną z aren Mistrzostw Świata w Piłce Nożnej 1998 i Pucharu Świata w Rugby 2007.